# Adžarci
Adžarci (gruz. აჭარლები, rus. Аджарцы) su etnička podgrupa Gruzijaca, koja pretežno živi u Gruziji, odnosno u autonomnoj republici Adžariji. Za vrijeme turske vlasti prešli su na islam. Govore dijalektom gruzijskog jezika, koji spada u gruzijsku grupu južnokavkaske porodice jezika.
Adžarci su vlastiti identitet službeno dobili tek na sovjetskim popisima stanovništva iz 1926. godine. Prije toga su se izjašnjavali kao "muslimanski Gruzijci". Bave se većinom ratarstvom, stočarstvom, voćarstvom, ali su dijelom i industrijski radnici.
Od raspada SSSR-a i proglašenja nezavisnosti Gruzije 1991. godine, Adžarija je uživala de facto nezavisnost. Nakon revolucije ruža godine 2003., nova gruzijska vlada je godine 2004. uspjela značajno smanjiti autonomiju Adžarije.